# 皇始 (前秦)
皇始（こうし）は、五胡十六国時代、前秦の君主苻健の治世で使用された元号。351年 - 355年5月。

## 西暦・干支との対照表
| 皇始 | 元年  | 2年   | 3年   | 4年   | 5年   |
| 西暦 | 351年 | 352年 | 353年 | 354年 | 355年 |
| 干支 | 辛亥  | 壬子  | 癸丑  | 甲寅  | 乙卯  |